# Gémeaux croisées
Gémeaux croisées est un enregistrement de concert d'Anne Sylvestre et Pauline Julien en double album paru dans la maison de production d'Anne Sylvestre en 1988.

## Historique
Il s'agit d'un concert où chantent Pauline Julien et Anne Sylvestre au Théâtre Déjazet en 1988. Les textes ont été choisis par Denise Boucher, Pauline Julien et Anne Sylvestre.
Gémeaux croisées a d'abord été créé en Belgique, au Centre culturel de Seraing près de Liège, avant d'être représenté une centaine de fois en France (dont le Théâtre 71 à Malakoff et La Coupole à Sénart, ses autres coproducteurs), en Belgique, en Suisse et au Québec, dans une mise en scène de Viviane Théophilidès. En Europe, les artistes étaient accompagnées au piano par Philippe Davenet et aux percussions par Claude Jean. C'est l'agent artistique Jean-Michel Gremillet (Trafic d'Artistes) qui assura la production et les tournées du spectacle.
Le spectacle a aussi été représenté à Montréal à l'Espace Go en 1988.
La parution d'un livre du même titre a accompagné ce spectacle.

Pauline Julien a raconté la genèse de Gémeaux croisées : 

« On nous avait proposé de faire un spectacle ensemble. Cela ne nous disait rien ni à l’une ni à l’autre. Et puis, je suis partie au Népal; en rentrant, j’avais décidé de ne plus chanter et j’ai retrouvé Anne qui était chez moi. Pour elle non plus, cela n’allait pas bien fort. On a reparlé de cette idée et finalement, on s’est décidées ! Mais dès le départ, on ne voulait pas de co-récital; plutôt quelque chose de qualité où on aurait joué, bougé et chanté ensemble. »

L'album ressort sous format double CD chez EPM Musique en 2018.

## Titres
Face A
| No  | Titre                                                                | Paroles                        | Musique        | Durée |
| --- | -------------------------------------------------------------------- | ------------------------------ | -------------- | ----- |
| 1.  | Rien qu'une fois faire des vagues (Anne Sylvestre et Pauline Julien) | Anne Sylvestre                 | Anne Sylvestre |       |
| 2.  | Interrogatoire (Anne Sylvestre et Pauline Julien)                    |                                |                |       |
| 3.  | Aux marches du palais (Anne Sylvestre)                               | traditionnel                   | traditionnel   |       |
| 4.  | Les Guides (Anne Sylvestre et Pauline Julien)                        |                                |                |       |
| 5.  | Projets d'avenir (dialogue) (Anne Sylvestre et Pauline Julien)       |                                |                |       |
| 6.  | La Chanson de Barbara (Pauline Julien)                               | Bertolt Brecht                 | Kurt Weill     |       |
| 7.  | Je voudrais partir (Pauline Julien)                                  | Brigitte Fontaine              |                |       |
| 8.  | Comptine (Anne Sylvestre et Pauline Julien)                          | J.-F. Garneau / Denise Boucher |                |       |
| 9.  | L'Enfant qui pleure (Anne Sylvestre)                                 | Anne Sylvestre                 | Anne Sylvestre |       |
| 10. | Rêve polonais (Pauline Julien)                                       | Pauline Julien                 |                |       |
| 11. | L'Étranger (Pauline Julien)                                          | Pauline Julien                 | Jacques Perron |       |

Face B
| No  | Titre                                                     | Paroles                               | Musique                     | Durée |
| --- | --------------------------------------------------------- | ------------------------------------- | --------------------------- | ----- |
| 1.  | Vue d'enfance (Anne Sylvestre)                            | Anne Sylvestre                        |                             |       |
| 2.  | Suzanne (Pauline Julien)                                  | Leonard Cohen/G. Langevin             | Leonard Cohen               |       |
| 3.  | Mère-Fille (Anne Sylvestre et Pauline Julien)             |                                       |                             |       |
| 4.  | Lâchez-moi (Anne Sylvestre)                               | Anne Sylvestre                        | Anne Sylvestre              |       |
| 5.  | La Môme néant (Anne Sylvestre et Pauline Julien)          | Jean Tardieu                          |                             |       |
| 6.  | Une Québécoise errante (Anne Sylvestre et Pauline Julien) | Christiane Rochefort / Denise Boucher |                             |       |
| 7.  | Lettre de Calamity Jane (Pauline Julien)                  |                                       |                             |       |
| 8.  | Mon petit Bobby (Anne Sylvestre)                          | Annie Leclerc                         |                             |       |
| 9.  | L'Homme à la moto (Pauline Julien)                        | Jean Dréjac                           | Jerry Leiber & Mike Stoller |       |
| 10. | Faux Entr'acte (Anne Sylvestre et Pauline Julien)         |                                       |                             |       |
| 11. | Les Blondes (Anne Sylvestre)                              | Anne Sylvestre                        | Anne Sylvestre              |       |

Face C
| No  | Titre                                                    | Paroles        | Musique                     | Durée |
| --- | -------------------------------------------------------- | -------------- | --------------------------- | ----- |
| 1.  | Gémeaux croisées (orchestral)                            |                | François Rauber / P.Davenet |       |
| 2.  | Le Désir et le Sablier (Anne Sylvestre)                  | Denise Boucher |                             |       |
| 3.  | Non, tu n'as pas de nom (Pauline Julien)                 | Anne Sylvestre | Anne Sylvestre              |       |
| 4.  | Rose (Anne Sylvestre)                                    | Anne Sylvestre | Anne Sylvestre              |       |
| 5.  | Lettre d'amour (Pauline Julien)                          | Pauline Julien |                             |       |
| 6.  | Flou (Anne Sylvestre)                                    | Anne Sylvestre | Anne Sylvestre              |       |
| 7.  | Acte de dépression (Anne Sylvestre)                      | Denise Boucher |                             |       |
| 8.  | Maman ta petite fille a un cheveu blanc (Pauline Julien) | Denise Boucher | Pierre Flynn                |       |
| 9.  | La Fille qui… (Pauline Julien)                           |                |                             |       |
| 10. | Ça va faire drôle (Anne Sylvestre)                       | Anne Sylvestre | Anne Sylvestre              |       |
| 11. | La Hulotte (Pauline Julien)                              | J.-P. Marchant |                             |       |

Face D
| No  | Titre                                                            | Paroles           | Musique            | Durée |
| --- | ---------------------------------------------------------------- | ----------------- | ------------------ | ----- |
| 1.  | Franglais (Anne Sylvestre et Pauline Julien)                     |                   |                    |       |
| 2.  | Interrogatoire 2 (Anne Sylvestre et Pauline Julien)              |                   |                    |       |
| 3.  | Peine d'amour minable (Pauline Julien)                           | Denise Boucher    | Jacques Marchand   |       |
| 4.  | La Faute à Ève (Anne Sylvestre)                                  | Anne Sylvestre    | Anne Sylvestre     |       |
| 5.  | La Jalousie (Anne Sylvestre)                                     |                   |                    |       |
| 6.  | Les Sentiments (Pauline Julien)                                  | Viviane Forrester | Marie-Paule Belle  |       |
| 7.  | L'Âme à la tendresse (Anne Sylvestre)                            | Pauline Julien    | François Dompierre |       |
| 8.  | Comme Higelin (Anne Sylvestre)                                   | Anne Sylvestre    | Anne Sylvestre     |       |
| 9.  | La Vie oui (Pauline Julien)                                      | Saint-Cloud       | Pauline Julien     |       |
| 10. | Une sorcière comme les autres (Anne Sylvestre et Pauline Julien) | Anne Sylvestre    | Anne Sylvestre     |       |

## Production
- Production : Anne Sylvestre
- Distribution : WEA